# Peter Ward (paleontólogo)
Peter Douglas Ward (nascido em 1949) é um paleontólogo norte-americano e professor da Universidade de Washington, Seattle, e do Instituto Sprigg de Geobiologia da Universidade de Adelaide. Ele escreveu vários trabalhos científicos populares para o público em geral e também é consultor do Microbes Mind Forum. Em 2000, junto com seu coautor Donald E. Brownlee, ele cocriou o termo Rare Earth e desenvolveu a hipótese de Medea alegando que a vida multicelular é, em última instância, autodestrutiva.

## Carreira
Ward é especialista no evento de extinção Cretáceo-Paleogeno, o evento de extinção Permiano-Triássico, e extinções em massa em geral. Publicou livros sobre biodiversidade e registro fóssil. Seu livro de 1992 On Methuselah's Trail recebeu o "Golden Trilobite Award" da Paleontological Society como o melhor livro de ciência popular do ano. Ward também atua como professor adjunto de zoologia e astronomia.
Seu livro The End Of Evolution foi publicado em 1994. Nele, ele discutiu em três partes, cada uma sobre um evento de extinção na Terra. Este livro foi reescrito e publicado em 2000 como Rivers in Time.
Ward é co-autor, juntamente com o astrônomo Donald Brownlee, do best-seller Rare Earth: Why Complex Life Is Uncommon in the Universe, publicado em 2000, co-originando assim o termo Rare Earth. Nesse trabalho, os autores sugerem que o universo é fundamentalmente hostil à vida avançada e que, embora a vida simples possa ser abundante, a probabilidade de formas de vida tão avançadas quanto as da Terra é marginal. Em 2001, foi publicado seu livro Future Evolution, com ilustrações do artista Alexis Rockman.
Ward e Brownlee também são coautores do livro The Life and Death of Planet Earth: How the New Science of Astrobiology Charts the Ultimate Fate of the World, que discute o futuro da Terra e seu eventual desaparecimento, uma vez que ela é finalmente destruída por um Sol em aquecimento e expansão. Neste livro, Ward e Brownlee descrevem o futuro de longo prazo da Terra, comparando sua vida útil com a de um ser humano típico, apontando que seus sistemas que a mantêm habitável irão gradualmente quebrar um por um, como os órgãos de um ser humano conforme ele ou ela morre. Eles também predizem o destino final da Terra comprimindo sua história de 12 bilhões de anos em um relógio de 12 horas, com a primeira vida aparecendo à 1h00 e os primeiros animais e plantas aparecendo às 4h00, com o dia atual é 4h29,59; e mesmo que a Terra seja destruída pelo Sol ao "meio-dia", animais e plantas chegarão ao fim às 5h. O livro começa onde Rare Earth termina, desta vez falando sobre como e por que a Terra e sua capacidade de suportar vida complexa e especialmente inteligente é realmente rara não apenas no espaço, mas também no tempo. Veja também Futuro da Terra.
De acordo com o livro de Ward de 2007, Under a Green Sky: Global Warming, the Mass Extinctions of the Past, and What They Can Tell Us About Our Future, todos, exceto um dos principais eventos de extinção em massa da história, foram provocados pelas mudanças climáticas. O autor argumenta que os eventos do passado podem fornecer informações valiosas sobre o futuro do nosso planeta. O revisor Doug Brown vai além, afirmando que "é assim que o mundo acaba". Cientistas das Universidades de York e Leeds também alertam que o registro fóssil apóia evidências de extinção em massa iminente. Recentemente, Ward está lentamente começando a mudar seu interesse para a mudança climática por causa de suas experiências com o estudo de extinções em massa, bem como justificando por que a vida inteligente, incluindo a humanidade, é especialmente ainda mais rara do que a vida complexa em geral em termos de espaço e tempo. como a vida inteligente dura apenas alguns milhares de anos antes de finalmente entrar em colapso e se extinguir, como visto no livro The Flooded Earth: Our Future in a World Without Ice Caps, que documenta os efeitos das mudanças climáticas atuais e futuras causadas pelo homem. No entanto, em 2014, Ward voltou às suas raízes como paleontólogo com seu livro A New History of Life, em coautoria com Joe Kirschvink, e em seu livro de 2018, Lamarck's Revenge.

## Publicações
- In Search of Nautilus: Three Centuries of Scientific Adventures in the Deep Pacific to Capture a Prehistoric, Living Fossil (1988) ISBN 978-0-671-61951-0 OCLC 17840660
- On Methuselah's Trail: Living Fossils and the Great Extinctions (1992) ISBN 978-0-7167-2488-9
- The Call of Distant Mammoths: Why the Ice Age Mammals Disappeared (1997) ISBN 978-0-387-98572-5
- Time Machines: Scientific Exploration of Deep Time (1998) ISBN 978-0-387-98416-2
- Rivers in Time: the Search for Clues to Earth's Mass Extinctions (2000) ISBN 978-0-231-11862-0
- Rare Earth: Why Complex Life Is Uncommon in the Universe with Donald Brownlee (2000) ISBN 978-0-387-95289-5
- Future Evolution: An Illuminated History of Life to Come (2001) ISBN 978-0-7167-3496-3
- The Life and Death of Planet Earth: How the New Science of Astrobiology Charts the Ultimate Fate of Our World with Donald Brownlee (2003) ISBN 978-0-8050-7512-0
- Gorgon: Obsession, Paleontology, and the Greatest Catastrophe in Earth's History (2004) ISBN 978-0-670-03094-1
- Life as We Do Not Know It: The NASA Search for (and Synthesis of) Alien Life (2005) ISBN 0-670-03458-4
- Out of Thin Air: Dinosaurs, Birds, and Earth's Ancient Atmosphere (2006) ISBN 0-309-10061-5
- Under a Green Sky: Global Warming, the Mass Extinctions of the Past, and What They Can Tell Us About Our Future (2007) ISBN 978-0-06-113791-4
- The Medea Hypothesis: Is Life on Earth Ultimately Self-Destructive? (2009) ISBN 0-691-13075-2
- The Flooded Earth: Our Future In a World Without Ice Caps (2010) ISBN 978-0-465-00949-7
- A New History of Life: The radical new discoveries about the origins and evolution of life on Earth with Joe Kirschvink (2015) ISBN 978-1608199075
- Lamarck's Revenge: How Epigenetics Is Revolutionizing Our Evolution's Past and Present (2018) ISBN 9781632866172